# Jagnięca Ławka
Jagnięca Ławka (słow. Jahňacia lávka) – drobna przełęcz w słowackiej części Tatr Wysokich. Oddziela Jagnięcą Turniczkę na południowym zachodzie od południowo-zachodnich stoków Skoruszowej Kopy w Jagnięcej Grani na północnym wschodzie. Jagnięca Turniczka i Jagnięca Ławka znajdują się w linii spadku Pośredniej Skoruszowej Kopy.
Południowo-zachodnie stoki Jagnięcej Grani, w których położona jest przełęcz, opadają do Doliny Kołowej i są trawiasto-piarżyste. W północnej grani Jagnięcej Turniczki, opadającej na Jagnięcą Ławkę, znajduje się jeszcze jedno siodło – Wyżnia Jagnięca Ławka.
Podobnie jak cała Dolina Kołowa, Jagnięca Ławka jest niedostępna dla turystów i taterników – wspinaczka obecnie jest tutaj zabroniona. Najdogodniejsza droga na przełęcz prowadzi znad Kołowego Stawu na południowym wschodzie. Zimą na Jagnięcą Ławkę da się wejść także na nartach.
Pierwsze znane wejścia:
- letnie – Zofia Roszkówna, Bolesław Chwaściński i Stanisław Smoleński, 28 sierpnia 1930 r.,
- zimowe – Władysław Cywiński, 30 grudnia 1973 r.[2]